# Lucifugum
Lucifugum ist eine Black-Metal-Band aus der Ukraine.

## Geschichte
Die Band wurde 1995 in Schitomir vom Dichter Khlyst (eigtl. Igor Naumtschuk), Bal-a-Myth (Gitarre und Bass) und Faunus (Gesang) gegründet. Faunus verließ die Band 2001. Bal-a-Myth starb am 5. Oktober 2002 aufgrund einer Überdosis Drogen. Laut Khlyst verbreitete Faunus daraufhin das Gerücht, das die Band nicht mehr existiere. Die Alben Back to Chopped Down Roots und Sociopath: Philosophy Cynicism wurden 2003 mit verschiedenen Sessionmusikern aufgenommen, welche allerdings der Band nicht beitraten. Khlyst sieht darin keine Besetzungswechsel, sondern lediglich einen Austausch von Sessionmusikern.
2004 zog Khlyst nach Mykolajiw um, um die Band mit der dort wohnhaften Black-Metal-Aktivistin Stabaath (eigtl. Elena Naumtschuk) weiterzuentwickeln. Vector33 war das erste Album mit Stabaath, wobei sie für Gesang, Gitarre, Bass und Keyboard zuständig war. Khlyst und Stabaath sind verheiratet und die Besitzer des Black-Metal-Labels Propaganda.
Lucifugum distanziert sich von der ukrainischen NSBM-Szene, insbesondere von der früher befreundeten Band Nokturnal Mortum. Der Grau-Mailorder nahm sie jedoch „nach intensiver Prüfung […] umgehend aus unserem Programm.“
In Osteuropa veröffentlichte die Band früher nur Kassetten.

## Stil
Die Band spielt Black Metal. Der Gesang ist guttural, die Lieder enthalten ein paar Tempowechsel. Der Klang ist sehr „roh“.
Die Texte sind ukrainisch, da sie „praktisch unübersetzbar“ seien.

## Diskografie
- 1996: Gates of Nocticula
- 1996: Path of the Wolf / Return of the Vampire Lord (Split-Demo mit Nokturnal Mortum)
- 1997: Through the Indifferent Sky
- 1999: On the Sortilage of Christianity
- 2000: On Hooks to Pieces!
- 2001: …and the Wheel Keeps Crunching…
- 2002: Stigma Egoism
- 2003: …Back to Chopped Down Roots
- 2003: Sociopath: Philosophy Cynicism
- 2005: Vector33
- 2005: The Supreme Art of Genocide
- 2006: Involtation
- 2007: Sectane Satani
- 2008: Acme Adeptum
- 2010: Xa Heresy
- 2012: Od Omut Serpenti
- 2014: Sublimessiah
- 2016: Agonia Agnosti
- 2018: Infernalistica
- 2020: Tri nity limb ritual